# Віпче
Віпче —  село в Україні, у Верховинській селищній громаді Верховинського району Івано-Франківської області.

## Географія
Через село тече струмок Віпче, лівий доплив Чорного Черемоша.

## Історія
Село Віпче було об'єднане з селищем Верховина, але 15 липня 1993 року виділене знову в окрему адміністративну одиницю.
12 червня 2020 року, відповідно до Розпорядження Кабінету Міністрів України  № 714-р «Про визначення адміністративних центрів та затвердження територій територіальних громад Івано-Франківської області», увійшло до складу Верховинської селищної громади.
19 липня 2020 року, в результаті адміністративно-територіальної реформи та ліквідації Верховинського району, село увійшло до складу новоутвореного Верховинського району.

## Населення
За переписом населення України 2001 року в селі мешкало 227 осіб. 100 % населення вказало своєю рідною мовою українську.

## Культура
Село славиться своїми традиційними гуцульськими танцями та музикою. Найвідоміший колектив цього регіону — родина Тафійчуків, які регулярно беруть участь на фестивалі Олега Скрипки «Країна мрій».